# Quercus potosina
Quercus potosina — вид рослин з родини букових (Fagaceae), ендемік західної Мексики.

## Опис
Це дерево вічнозелене або зрештою листопадне, 3–7 метрів заввишки; стовбур до 15–30 см в діаметрі; часто утворюючи зарості заввишки 1–3 м; розмножується статевим і клональним способом. Кора сіра, луската. Гілочки досить товсті, червонуваті, запушені. Листки товсті, від зворотно-яйцюватих до еліптичних, 30–45 × 14–23 мм; основа від приблизно серцеподібної до округлої, іноді асиметрична; верхівка від тупої до гострої; край товстий, віддалено загнутий або зовсім ні, зубчастий; верх темно-зелений або жовтувато-зелений, блискучий, волохатий; низ блідіший, волохатий; ніжка волохата, червонувата, 3–7 мм. Період цвітіння: квітень. Чоловічі сережки 2–3 см завдовжки, з численними квітами. Жіночі суцвіття менше 1–2 см, зазвичай з 1–4 квітками. Жолуді 1–2 разом або більше, яйцюваті, завдовжки 12–15 мм; чашечка сидяча, ушир 8–12 мм, охоплює 1/2 горіха; дозрівають першого року у вересні — листопаді.

## Середовище проживання
Ендемік західної Мексики (Сакатекас, Сан-Луїс-Потосі, Керетаро, Халіско, Гуанахуато, Дуранго, Чіуауа, Агуаскалієнтес, Тамауліпас); росте в помірних сосново-дубових лісах на висотах від 2000 до 2600 метрів.

## Використання й загрози
Цей вид використовується як дрова та для виробництва вугілля. Він інтенсивно експлуатувався у XX столітті. Місцеві жителі повідомляють, що припинили практику вирубки цілих дерев, а тепер збирають мертву деревину для опалення. Діяльність людей частково або серйозно порушила багато областей. Інші загрози включають такі види комах, як Crioprosopus magnificus, а також патогенні гриби Biscogniauxia atropunctata та Hypoxylon thyarsianum.